# مات ليتل (لاعب كرة قدم أسترالية)
مات ليتل (بالإنجليزية: Matthew Little)‏ هو لاعب كرة قدم أسترالية أسترالي، ولد في 3 يناير 1986.

## وصلات خارجية
- مات ليتل على موقع AustralianFootball.com (الإنجليزية)
- مات ليتل على موقع AFLtables.com (الإنجليزية)